# Ferenc Horváth (Fußballspieler, 1973)
Ferenc Horváth (* 6. Mai 1973 in Budapest) ist ein ungarischer Fußballtrainer und ehemaliger Fußballspieler. Der Stürmer war in der Bundesliga für Energie Cottbus aktiv und spielte für die ungarische Nationalmannschaft.

## Spielerkarriere

### Vereine

#### Bis 1998: Anfänge in Ungarn
Horváth begann seine Karriere bei Honvéd Budapest und wechselte danach in die Jugend des Fehérvár FC. Dort kam er ab der Saison 1991/92 in der höchsten Spielklasse zum Einsatz. 1996 ging er zum Ligakonkurrenten und Stadtrivalen Ferencváros Budapest, dem er zwei Jahre treu blieb.

#### 1998–2000: Erfolgreiche Zeit in Genk und Wechsel in die Bundesliga
Zur Saison 1998/99 wechselte er in die belgische Erste Division zum KRC Genk, mit dem er in derselben Saison die Meisterschaft und ein Jahr später den Pokal gewann. Zur Saison 2000/01 wechselte er zum Aufsteiger Energie Cottbus in die Bundesliga. Seine einzigen drei Tore für den Verein erzielte er alle in der ersten Runde des DFB-Pokals am 27. August 2000 beim 6:0-Sieg gegen den VfL Hamm/Sieg, in der Bundesliga blieb er in neun Spielen torlos.

#### 2001–2004: Pokalgewinn in Tel Aviv und Stationen in Spanien und Portugal
Nach einem halben Jahr verließ Horváth die Lausitzer in der Winterpause und wechselte zu Maccabi Tel Aviv. Mit dem Verein gewann er 2002 den israelischen Pokal. Nach einem Jahr ging er zurück in seine Heimat zu Újpest Budapest, die er nach einem Jahr in Richtung UD Almería verließ. Für den spanischen Zweitligisten absolvierte Horváth fünf Spiele und zog anschließend zu GD Estoril Praia weiter. Mit der Mannschaft wurde er 2004 Meister der Liga de Honra und stieg somit in die Primeira Liga auf. Horváth verließ den Verein zu Saisonende wieder und wechselte zurück zum Fehérvár FC.

#### 2005–2008: Ein halbes Jahr Schottland und die ungarische Heimat
Im Januar 2005 wechselte Horváth zum FC Livingston in die Scottish Premiership. Nach nur einem halben Jahr wechselte er zum Diósgyőri VTK und anschließend erneut zum Fehérvár FC, mit dem er 2006 den ungarischen Pokal und 2007 den Ligapokal holte. Anschließend spielte er für die Ligakonkurrenten Paksi FC und Lombard Pápa.

#### 2008–2012: Karriereausklang in Österreich
2008 ging Horváth zum österreichischen Regionalligisten SC Ostbahn XI. Nach weiteren Stationen in Österreich beim SV Markt St. Martin und SC Bad Sauerbrunn wechselte er 2010 ein letztes Mal nach Ungarn zum Biatorbagy SE, für den er sieben Spiele bestritt. Im Januar 2011 ging er zum ASK Oberpetersdorf. Im Juli 2012 beendete Horváth seine Karriere beim SC Schwarzenbach.

### Nationalmannschaft
Horváth spielte 1996 erstmals für die ungarische Nationalmannschaft. Sein erstes Tor gelang ihm am 11. Oktober 1997 beim 1:1 gegen Finnland. Insgesamt erzielte er in 32 Länderspielen elf Tore.

## Trainerkarriere
2008 wurde Horváth Jugendtrainer von Ferencváros Budapest. 2014 trainierte er den ungarischen Erstligisten Győri ETO FC.

## Erfolge
KRC Genk
- Belgischer Meister: 1999
- Belgischer Pokalsieger: 2000

Maccabi Tel Aviv
- Israelischer Pokalsieger: 2002

GD Estoril Praia
- Meister der Liga de Honra und Aufstieg in die Primeira Liga: 2004

Fehérvár FC
- Ungarischer Pokalsieger: 2006
- Ungarischer Ligapokalsieger: 2007